# 八栗口站
八栗口站（日语：／ Yakuriguchi eki */?）是一座位於日本香川縣高松市牟禮町牟禮，隸屬於四國旅客鐵道（JR四國）的鐵路車站。車站編號為T21，本站只停靠普通列車。由於進行高德線高速化工程，車站的位置於90年代由原址搬到現址。新舊車站相差大約有300米。但仍舊處於國道11號「志度街道」旁。
第一代車站和高松琴平電氣鐵道志度線的六萬寺站非常接近，兩者的步行距離大約只有250公尺，但遷移後，位置則位於六萬寺站和大町站的中間，變成兩邊都不相近。

## 車站結構
由於本站的設計為簡易車站模式．因此最初並沒有設置站舍。第一代車站只設有側式月台1個，為列車不能交換的車站。月台建築於國道11號旁，並以水泥灌槳形式建成月台，及在面向國道方向加設樓梯出入口。當時並非所有普通列車都會停靠，部份班次並不停靠本站。
第二代車站於1998年竣工使用，以鐵架及鋼板所築成。位置上則向讚岐牟禮站方向遷移約300米，新站設有側式月台2個，提供2線2面的配置，兩邊月台和路面均以無障礙斜道連接，有效長度為5輛。其中靠近國道的月台為1號月台，屬避車軌道，也是車站的主要入口。入口處放置了自動售票機；至於2號月台，為主軌道，供特急列車通過本站使用，月台旁邊設有單車停泊處。除非遇上列車交換情況，否則不論上行或下行，都會使用1號月台為主。
月台上的大部份設施都是靠向讚岐牟禮站方向，包括連接兩邊月台的平交道、月台出入口、售票機以、有蓋候車亭及候車座椅等。

### 月台配置
| 月台 | 路線    | 方向 | 目的地                                                 | 備註                        |
| ---- | ------- | ---- | ------------------------------------------------------ | --------------------------- |
| 1    | ■高德線 | 下行 | Orange Town、三本松、引田、德島、直通■牟岐線至阿南方向 | 主發月台                    |
| 1    | ■高德線 | 上行 | 高松方向                                               | 主發月台                    |
| 2    | ■高德線 | 下行 | 引田、德島方向                                         | 避車月台，下行3班，上行10班 |
| 2    | ■高德線 | 上行 | 高松方向                                               | 避車月台，下行3班，上行10班 |

## 歷史
- 1961年9月1日：開業。
- 1987年4月1日：日本國鐵分割民營化，車站的營運由JR四國繼承。
- 1998年3月14日：因應高速化改善工程，車站向讚岐牟禮站方向遷移約300米，並改為列車可交換車站。

## 歷年乘客人數
- 296人（2008年度）
- 301人（2009年度）

## 相鄰車站
四國旅客鐵道（JR四國）
■高德線
古高松南（T22）－八栗口（T21）－讚岐牟禮（T20）

## 外部連結
- JR四國八栗口站車站資訊 （页面存档备份，存于）（日語）